# 五星級魚干女
《五星級魚干女》（英語：Welcome To The Happy Days）（原名《歡迎光臨，今日溫泉》），是一部於2016年上映的愛情電影，為《台北愛情捷運》系列。由柯佳嬿、周厚安、呂雪鳳、陳淑芳、蔡明修領銜主演。台灣於2016年3月18日上映。本片於2015年關島國際影展勇奪最佳影片首獎 (Best of Festival) 。

## 劇情簡介
今日溫泉旅館歷史悠久，是從奶奶淑敏開始就一直經營到現在。但是遵循傳統的旅館開始跟不上時代潮流，經營不見起色，偏偏在這時候淑敏還摔斷了腿。孫女芳如自告奮勇，藉機計畫用旅館的盈餘做為出國打工留學的經費。
沒想到旅館早因長年經營不善而赤字滿滿，在芳如焦頭爛額之際，恰巧有個美國帥哥Allen想來打工換宿!!! 一位台灣女孩、一個外國男子、老實廚師阿全叔、熱心公益的阿好姨四人開始了重振今日溫泉旅館的第一步。
然而世事卻沒有他們想像的簡單，這群老弱婦孺加上一個老外，該如何面對接踵而來的挑戰？愛情與友情還有淡淡的硫磺香即將改變他們的人生！
 

## 角色介紹
| 演員   | 角色                | 備註 |
| ------ | ------------------- | --- |
| 柯佳嬿 | 芳如                | 一個懶散又不太注意外表的魚干女，一心一意抱著留學美國的美國夢。                                                                 |
| 周厚安 | Allen               | 追隨偶像音樂家的腳步來到了北投，陰錯陽差來到芳如家的旅館打工換宿，開始了一段荒唐的爆笑旅程。                                 |
| 呂雪鳳 | 阿好姨              | 旅館超資深櫃台小姐，生性樂觀、誇張，善良又愛演戲。                                                                           |
| 陳淑芳 | 老闆娘 （淑敏阿嬤） | 旅館老闆娘，幾十年來心裡一直藏著一段故事，也一直堅定的守護著旅館，直到發生意外暫時將旅館交給芳如，一切才陰錯陽差的豁然開朗。 |
| 葉星辰 | 老闆娘 （淑敏阿嬤） | 年輕時候的旅館老闆娘，與來自日本的小提琴家山田先生有過一段邂逅。                                                             |
| 蔡明修 | 全叔                | 擁有無敵手藝的旅館大廚，多年以來心裡一直藏著一個秘密，對旅館不離不棄，是超資深員工之一。                                     |
| 米七偶 | 山田智生            | 知名小提琴家 |
| 周洺甫 | 山田智生            | 來臺的日本小提琴家，與下榻旅館的老闆娘淑敏有過一段邂逅。                                                                     |
| 廖慧珍 | 蕭蓉女              | 和楊鍋一起，人稱「神鵰俠侶」的旅館稽查大隊                                                                                   |
| 高盟傑 | 楊鍋                | 和蕭蓉女一起，人稱「神鵰俠侶」的旅館稽查大隊                                                                                 |
| 莫允雯 | 珍珍                | 名模女星 |

## 電影歌曲
| 曲別   | 歌名             | 演唱者         | 作詞   | 作曲   | 備註 |
| 主題曲 | Hello Happy Days | 柯佳嬿、廖語晴 | 林孝謙 | 秦旭章 |      |
| 插曲   | 唱乎爽           | 黃妃           | 林孝謙 | 秦旭章 |      |

## 工作人員
- 監製：葉天倫、葉丹青、潘靜如
- 導演：林孝謙
- 攝影師：馮信華
- 編劇：呂安弦、林孝謙
- 製作公司：晴天影像股份有限公司、青睞影視股份有限公司、八大電視股份有限公司
- 發行公司：晴天影像股份有限公司、凱擘影藝股份有限公司

## 拍攝場景
- 捷運新北投站
- 北投地熱谷

## 獎項及提名
| 年度 | 大獎         | 獎項       | 入圍者 | 結果 |
| ---- | ------------ | ---------- | ------ | ---- |
| 2017 | 第52屆金鐘獎 | 音效獎     | 吳柏醇 | 提名 |
| 2017 | 第52屆金鐘獎 | 美術設計獎 | 唐嘉宏 | 提名 |

2016 關島國際影展最佳影片首獎

## 外部連結
- 五星級魚干女的Facebook專頁
- 台北愛情捷運系列電影的Facebook專頁（衛視電影台）
- 香港影庫上《五星級魚干女》的資料（繁體中文）
- Yahoo奇摩電影上《五星級魚干女》的資料（繁體中文）
- 開眼電影網上《五星級魚干女》的資料（繁體中文）
- 时光网上《五星級魚干女》的資料（简体中文）
- 豆瓣电影上《五星級魚干女》的資料 （简体中文）
- 互联网电影数据库（IMDb）上《五星級魚干女》的资料（英文）